# Luis I de Erbach-Erbach
El Conde Luis I de Erbach-Erbach (3 de septiembre de 1579-12 de abril de 1643) fue un príncipe alemán miembro de la Casa de Erbach y gobernante sobre Erbach, Freienstein, Michelstadt, Bad König y Wildenstein.
Nacido en Erbach, era el séptimo vástago y tercer hijo varón (aunque el segundo en sobrevivir) del Conde Jorge III de Erbach-Breuberg y de su segunda esposa Ana, hija del Conde Federico Magnus de Solms-Laubach-Sonnenwalde.

## Biografía
Tras la muerte de su padre, Luis I y sus hermanos se dividieron los dominios de Erbach en 1606: él recibió los distritos de Erbach y Freienstein.
Cuando su hermano mayor Federico Magnus murió en 1618 sin herederos varones, los hermanos dividieron sus dominios entre ellos, pero esto tuvo lugar en 1623, cuando Luis I recibió Michelstadt y Bad König. En 1627, la muerte de otro de los hermanos, Juan Casimiro, soltero y sin hijos, causó otra división de la herencia paterna: esta vez Luis I recibió Wildenstein.
Luis murió en Erbach a la edad de 63 años y fue enterrado en Michelstadt. Debido a que murió sin herederos varones, su único hermano restante, Jorge Alberto I recibió sus dominios, y con esto reunificó todos los territorios de la familia Erbach.